# 电影路演
电影路演是指电影在全國上映前，电影主创成员在公共场所宣传并推广电影的商业活动。电影路演场地一般选择在大城市的电影院、剧场、大型商场等場所。此外還有在互聯網上舉辦的线上電影路演。